# Syngrapha sackenii
Syngrapha sackenii là một loài bướm đêm trong họ Noctuidae.

## Hình ảnh

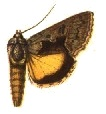